# Hermiswil
Hermiswil is een gemeente en plaats in het Zwitserse kanton Bern, en maakt deel uit van het district Oberaargau.
Hermiswil telt 93 inwoners.